# تری برنستد
تریتری ادوارد برنستد (انگلیسی: Terry Edward Branstad؛ زادهٔ ۱۷ نوامبر ۱۹۴۶) یک سیاستمدار آمریکایی و دیپلمات سابق است. او که یکی از اعضای حزب جمهوری‌خواه بود، سه دوره در مجلس نمایندگان آیووا از سال ۱۹۷۳ تا ۱۹۷۹ خدمت کرد و سپس از سال ۱۹۸۳ تا ۱۹۹۹ به عنوان فرماندار آیووا و بار دیگر از سال ۲۰۱۱ تا ۲۰۱۷ خدمت کرد. برنستد از سال ۲۰۱۷ تا ۲۰۲۰ تحت ریاست‌جمهوری دونالد ترامپ به عنوان دوازدهمین سفیر ایالات متحده آمریکا در چین فعالیت کرد.